# Alliance of Baptists
De Alliance of Baptists (Nederlands: Alliantie van Baptisten) is een Amerikaans baptistische broederschap. In theologisch en sociaal opzicht is de Alliance of Baptists progressief of vrijzinnig. Het bestuur is non-hiërarchisch, bestaat uit vier leden en zetelt in Atlanta, Georgia.

## Geschiedenis
De Alliance of Baptists is ontstaan uit de Southern Baptist Convention. Toen dit baptistisch kerkgenootschap zich sinds het einde van de jaren 70 steeds meer in fundamentalistische richting ontwikkelde was er geen ruimte meer voor een gematigd geluid, laat staan een progressief geluid. In 1987 werd de Alliance of Baptists opgericht, toen een aantal gemeenten zich van de SBC afscheidden. Sinds 1995 hebben een aantal gemeenten dat is aangesloten bij de Alliance of Baptists zich ook aangesloten bij andere kerkgenootschappen zoals de United Church of Christ en de Christian Church (Disciples of Christ). Een groter aantal gemeenten is echter ook verbonden aan de Cooperative Baptist Fellowship (CBF) dat in 1990 ontstond toen een aantal gematigde gemeenten zich van de SBC afscheidden. De CBF geldt echter als Mainline, terwijl de Alliance of Baptists geldt als uitgesproken progressief. 

## Theologie
Volgens het Covenant (verbond) van de Alliance of Baptists gaat de broederschap uit van zeven principes: 1) de vrijheid van individuen om de Bijbel zelfstandig te interpreteren; 2) de volstrekte autonomie van iedere kerkgemeente; 3) oecumene; 4) dienend leiderschap en betrokkenheid van gemeenteleden; 5) nadruk op theologische scholing - niet alleen van de pastors -; 6) de verkondiging van het evangelie en de oproep tot bekering, geloof, verzoening, sociale- en economische gerechtigheid; 7) scheiding van Kerk en Staat. Voorts staat de broederschap in de baptistische traditie. De sacramenten worden "instellingen" (Ordinances) genoemd. Baptisten kennen over het algemeen twee van zulke "instellingen": Doop - volwassendoop door onderdompeling, kinderdoop wordt verworpen - en Avondmaal. Lokale gemeenten zijn volledig zelfstandig en stellen soms ook een covenant (verbond) op, een soort missiestatement. 
De Alliance of Baptists bevorderd de acceptatie van homoseksualiteit. In 2014 spande de Alliance een rechtszaak aan tegen de staat North Carolina, omdat daar het homohuwelijk niet is toegestaan.
De broederschap kent zowel mannelijke als vrouwelijke voorgangers.
In 2012 waren er 130 gemeenten aangesloten bij de Alliance of Baptists. De broederschap is aangesloten bij de Nationale Raad van Kerken en de Wereldraad van Kerken.

## Verwijzingen
1. ↑  https://web.archive.org/web/20150128132709/https://allianceofbaptists.org/documents/Alliance-of-Baptist-COVENANT-and-BYLAWS-FINAL.pdf
2. ↑  https://web.archive.org/web/20140714154951/http://www.charlotteobserver.com/2014/06/03/4952335/rabbis-group-joins-nc-same-sex.html#.VMPrgUeG8Sx
3. ↑  https://web.archive.org/web/20120716235031/http://www.allianceofbaptists.org/connect/congregations